# Новый Шагирт
Новый Шагирт — деревня в Куединском районе Пермского края. Входит в состав Шагиртского сельского поселения.

## Географическое положение
Расположена на реке Шагирт, примерно в 13 км к северо-востоку от села Старый Шагирт и в 32 км к северо-западу от Куеды.

## Население
| 2010 |
| ---- |
| 47   |

## Топографические карты
- Лист карты P-40-123.